# Bydło
Bydło, rogacizna – ogólna nazwa zwierząt hodowlanych z podrodziny bawołów hodowanych celem uzyskania mleka, mięsa, tłuszczu, skóry oraz wykorzystania ich siły pociągowej. Bydło zalicza się do przeżuwaczy, a co za tym idzie posiada charakterystyczną dla tej grupy zwierząt budowę i fizjologię układu pokarmowego.

## Charakterystyka
Bydło to udomowione formy zwierząt, pochodzące od takich dzikich gatunków ssaków, jak: banteng, bawół, gaur, jak, tur, żubr. Europejskie gatunki bydła pochodzą od wymarłego tura, a udomowione zostały w Azji przed ok. 5–7 tys. lat. Bywają to także mieszańce międzygatunkowe (np. żubroń).
Dorosłe samce bydła nazywa się bykami (młode samce – byczkami), samice – krowami (samice powyżej 6 miesięcy, przed pierwszym wycieleniem – jałówkami), młode – cielakami.
W węższym znaczeniu nazwa „bydło” odnosi się do przedstawicieli gatunku „bydło domowe” (Bos primigenius f. taurus także Bos taurus) pochodzącego od tura (Bos primigenius), oraz jego podgatunku (nieraz traktowanego jak osobny gatunek) – zebu (Bos taurus indicus albo Bos indicus), występującego w strefie klimatów gorących.
Pogłowie bydła (bydło domowe i bawoły) na świecie w 2009 oszacowano na ponad 1,5 mld sztuk. Według danych FAO z 2010, głównymi producentami są Indie – 321 mln, Brazylia – 211 mln, Chiny – 107 mln i Stany Zjednoczone – 94 mln.

## Odniesienia w kulturze
- Bydło występuje w heraldyce; ich wizerunek umieszczony jest w herbach szlacheckich, miejskich, terytorialnych lub państwowych.

## Galeria

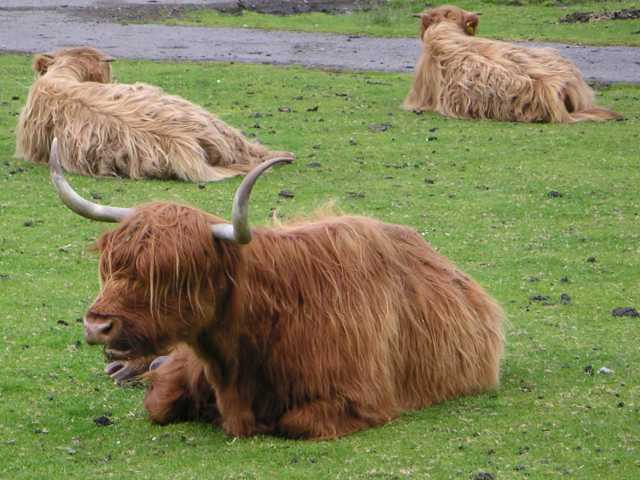
Szkocka rasa wyżynna
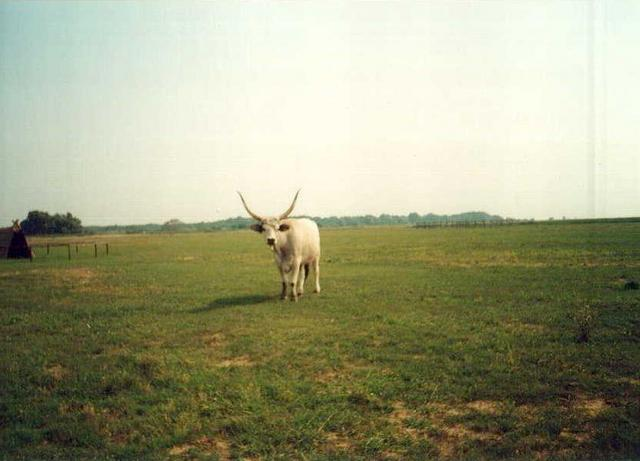
Węgierska rasa szara